# Budrio
Budrio – miejscowość i gmina we Włoszech, w regionie Emilia-Romania, w prowincji Bolonia.
Według danych na styczeń 2009 gminę zamieszkiwało 17 769 osób przy gęstości zaludnienia 147,9 os./1 km².
Urodził tu się dyplomata papieski abp Pellegrino Francesco Stagni OSM.

## Miasta partnerskie
- Gyula, Węgry
- Eichenau, Niemcy